# The Upside of Anger
The Upside of Anger (título traducido como Más allá del odio en España y Enredos de amor o Enredos del corazón en Argentina) es una película de 2005 escrita y dirigida por Mike Binder y ambientada en Bloomfield Hills (Míchigan). Está protagonizada por Joan Allen, Kevin Costner y Evan Rachel Wood.
La película se estrenó en enero de 2005 en el Festival de Sundance, fuera de competencia.

## Sinopsis
Cuando su esposo desaparece inesperadamente, una esposa y sus hijas comparten los dilemas de su madre y la dinámica familiar. La vida de Terry Wolfmeyer sufre un vuelco radical cuando su marido desaparece repentinamente. Para colmo, su relación con sus cuatro hijas se hace tan tensa que acaba recurriendo al alcohol para evadirse de sus problemas.

## Elenco
- Joan Allen como Terry Wolfmeyer.
- Kevin Costner como Denny Davies.
- Alicia Witt como Hadley Wolfmeyer.
- Keri Russell como Emily Wolfmeyer.
- Erika Christensen como Andy Wolfmeyer.
- Evan Rachel Wood como Lavender "Popeye" Wolfmeyer.
- Mike Binder como Adam "Shep" Goodman.
- Tom Harper como David Jr.
- Dane Christensen como Gorden Reiner.
- Danny Webb como Grey Wolfmeyer.
- Magdalena Manville como Darlene.
- Suzanne Bertish como Gina.
- David Firth como David Sr.
- Rod Woodruff como Dean Reiner.
- Stephen Greif como doctor de Emiyl.
- Arthur Penhallow como él mismo.

## Recepción
La película tiene un 74 % en Rotten Tomatoes.